# Joachim Knychała
Joachim Knychała (Bytom, 1952. szeptember 8. – Montelupich börtön, 1985. október 28.) lengyel sorozatgyilkos. A „bytomi vámpír” becenévre hallgató Joachim 1975 és 1982 között öt nőt gyilkolt meg Felső-Sziléziában, büntetése akasztás lett.